# Бобкин, Александр Васильевич
Алекса́ндр Васи́льевич Бо́бкин (укр. Олександр Васильович Бобкін, род. 2 августа 1982, Киев, СССР) — украинский хоккеист, нападающий. Мастер спорта международного класса. Тренер.

## Карьера
Выступал за «Торпедо-2» (Ярославль), «Беркут-Киев», «Киев», «Нефтехимик» (Нижнекамск), «Сибирь» (Новосибирск), «Нефтяник» (Альметьевск), «Сокол» (Киев), «Нефтяник» (Лениногорск), АТЭК (Киев), «Шинник» (Бобруйск), «Иртыш» (Павлодар).
В составе национальной сборной Украины провёл 29 матчей (9 голов, 12 передач), участник чемпионатов мира 2006 и 2007. В составе молодёжной сборной Украины участник чемпионата мира 2001 (дивизион I). Принимал участие в зимней Универсиаде 2001.

## Титулы
- Чемпион ВЕХЛ (2001).
- Чемпион Украины (2006, 2007, 2008, 2011, 2012, 2015).
- Обладатель Кубка Белоруссии (2007).
- Бронзовый призёр зимней Универсиады 2001.